# 진 문후
진 문후(晉文侯, ? ~ 기원전 746년, 재위 기원전 780년 ~ 기원전 746년)는 중국 서주 시대, 춘추 시대 진나라의 제11대 임금이다. 이름은 구(仇)며, 자는 의화(義和)다. 주 왕실의 동천에 정나라와 함께 중대한 공헌을 했다.

## 사적
주선왕 36년, 아버지 진 목후가 선왕을 도와 조 싸움에 참전했을 때 문후가 목후의 장자로서 태어났다.
기원전 785년에 목후가 죽은 후 아저씨 상숙이 군위에 올라 달아났다가, 4년 후인 기원전 781년에 상숙을 치고 군위를 되찾았다.
서주 말기, 서주 유왕 · 포사 · 괵 등 왕의 친위세력과 신, 증, 여, 견융 등 폐태자 의구(후의 동주 평왕)의 외가 신나라 측 세력의 태자위를 두고 벌인 경쟁에서, 비록 대립이 나타나기 전이지만 증나라를 공격한 일이 있는 것으로 보아 문후는 당초에는 왕실 편인 것 같으나, 유왕이 봉화를 가지고 제후를 희롱했으므로 결국 문후도 유왕에 대한 신뢰를 거두었다. 마침내 유왕이 폐태자 세력에게 져 살해당하고 폐태자 의구가 주평왕으로 즉위할 때, 문후는 위 무공, 정 무공, 진 양공(秦襄公)과 함께 왕을 호위했다고 한다. 특히 이때 진나라는 정나라와 함께 동천에 절대적으로 기여한 두 나라로 꼽혔다.
괵나라는 주평왕에 계속 반기를 들고 유왕의 또 다른 아들 왕자 여신을 주 휴왕으로 옹립하여 평왕 세력과 대립했으나, 문후는 계속 주평왕 편에 서서 평왕 측의 왕실을 안정시키고자 노력해, 마침내 평왕 21년, 즉 진문후 31년(기원전 750년)에 휴왕을 죽여 왕실의 내분에 종지부를 찍었다. 주평왕이 진문후를 위해 지은 《서경》 〈문후지명〉은 이러한 배경에서 나온 것이다.
주의 동천 후, 동남쪽 비중국계 세력(회이)이 중원 침탈을 시도했고, 문후는 채 공후와 함께 이들을 격파했다는 말이 《후한서》에 전한다. 또 융생편종(戎生編鐘)에 묘사된 융생의 번탕(繁湯) = 번양(繁陽) 정벌이 이 진문후 대의 일인 것으로 추정하는 견해도 있다. 이와 같이 문후는 당시 허약해진 주 왕실을 대신하여 남방의 소요까지도 진압하고 있었다.
문후 23년(기원전 758년), 한(韓)나라를 멸했다.

## 가정
- 진 목후 (아버지)
  - 진 문후
  - 진강 (부인)
    - 진 소후 (아들)

  - 곡옥 환숙 (아우)